# 코트디부아르 축구 연맹
코트디부아르 축구 연맹(프랑스어: Fédération Ivoirienne de Football, FIF)는 코트디부아르의 축구 협회이며 1960년에 창설되었다. 1964년에 국제 축구 연맹, 1965년에 아프리카 축구 연맹에 가입했으며 코트디부아르 축구 리그와 코트디부아르 대표팀을 관리하고 있다.

## 역대 회장
- 코피 가도(1960~1953)
- 마티외 에크라(1963~1965)
- 이브라히마 쿨리발리(1965~1972)
- 위베르 바를레(1972~1973)
- 카미유 오기(1973~1974)
- 프랑수아 아마니골리(1974~1980)
- 장 브리주아비(1980~1988)
- 에마뉘엘 에장(1988~1990)
- 르네 디비 (1990~1990)
- 우세누 디엥(1990~2002)
- 자크 아누마(2002~2011)
- 오귀스탱 시디 디알로(2011~2020)
- 공석(2020~2022)
- 야신 이드리스 디알로(2022~)